# 西新站

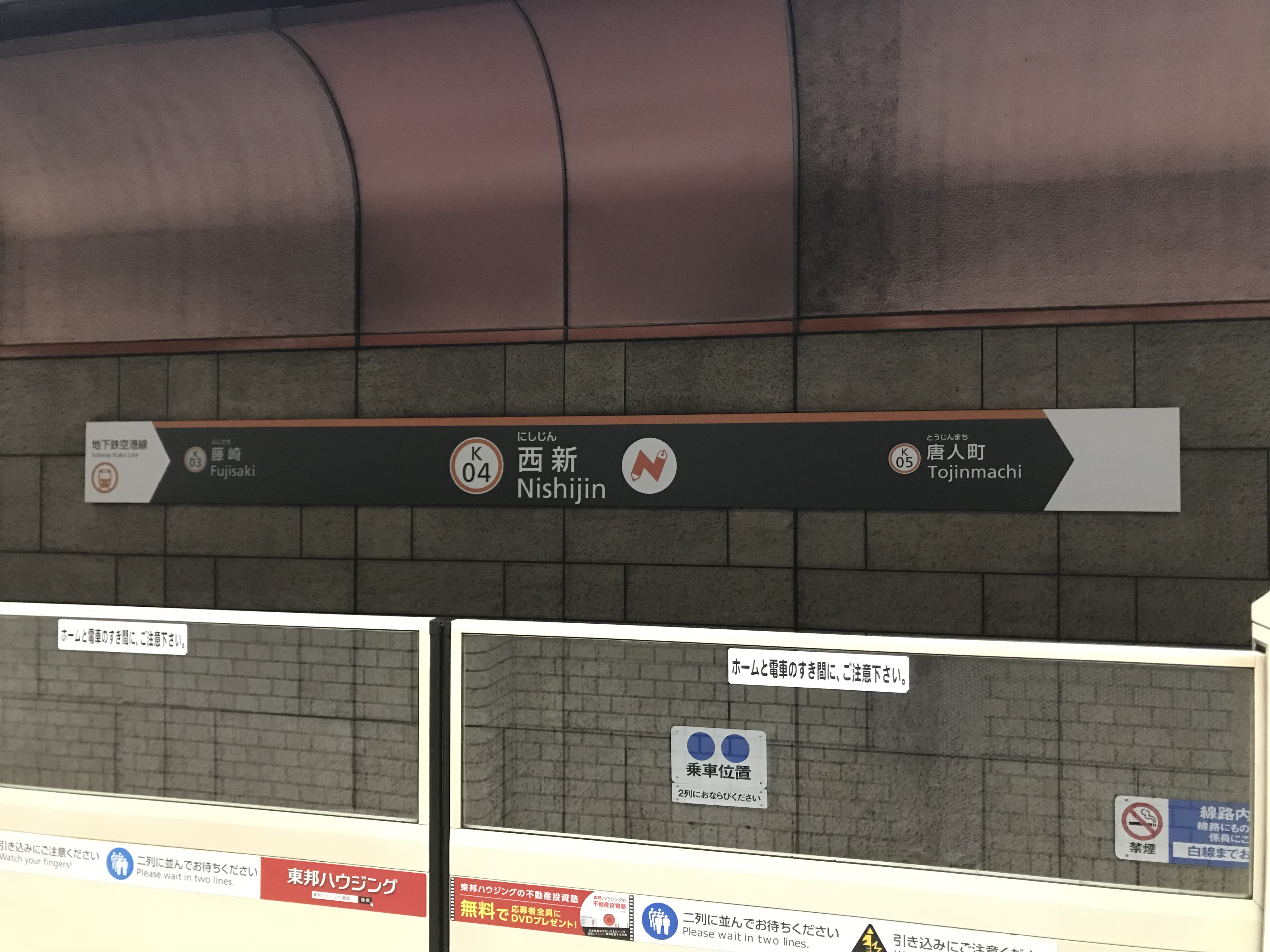
站名牌

西新站（日语：／ Nishijin eki */?）是一個位於日本福岡縣福岡市早良區西新2丁目，屬於福岡市地下鐵機場線的鐵路車站。車站編號是K04。

## 歷史
- 1981年（昭和56年）7月26日 - 福岡市地下鐵的西新站開業。

## 車站構造
島式月台1面2線的地底車站。姪濱站方設有渡線，日間作為此站到發的箱崎線直通列車折返。

### 月台配置
| 月台 | 路線   | 目的地                         |
| ---- | ------ | ------------------------------ |
| 1    | 機場線 | 天神、博多、福岡機場、貝塚方向 |
| 2    | 機場線 | 姪濱、筑前前原、唐津方向       |

## 利用狀況
2016年（平成28年）度的1日平均上車人次為23,628人。直至2012年度為止次於天神站、博多站排行第3位，2013年度起被福岡機場站超越跌至第4位。
近年的1日平均上車人次推移如下表。
| 年度               | 1日平均 上車人次 |
| ------------------ | ---------------- |
| 2001年（平成13年） | 22,097           |
| 2002年（平成14年） | 21,671           |
| 2003年（平成15年） | 20,885           |
| 2004年（平成16年） | 20,387           |
| 2005年（平成17年） | 19,421           |
| 2006年（平成18年） | 20,167           |
| 2007年（平成19年） | 20,292           |
| 2008年（平成20年） | 20,468           |
| 2009年（平成21年） | 19,999           |
| 2010年（平成22年） | 20,691           |
| 2011年（平成23年） | 21,374           |
| 2012年（平成24年） | 21,799           |
| 2013年（平成25年） | 22,222           |
| 2014年（平成26年） | 22,526           |
| 2015年（平成27年） | 22,387           |
| 2016年（平成28年） | 23,628           |

## 相鄰車站
福岡市交通局（福岡市地下鐵）
 機場線
藤崎（K03）－西新（K04）－唐人町（K05）

## 外部連結
- 福岡市地下鐵 西新站 （页面存档备份，存于）（日語）